# 迺贤
迺贤（1309年—1369年？），一作纳新，元朝色目人大臣，汉姓为马，字易之，号河朔外史，葛逻禄人。“葛逻禄”汉译为“马”，故汉姓马。汝州郏县人，曾祖时定居南阳，后迁居浙江鄞县。祖籍阿尔泰山之西。
迺贤的哥哥塔海在江浙行省为官，所以在明州安家，迺贤自幼喜欢诗书，青年时曾游大都（今北京）。他对作官发财不感兴趣，唯独善长汉语诗歌，其诗不做作或循规蹈矩，而是温柔敦厚，有民风的味道。每有一篇诗出，都在士大夫之间广为流传。当时浙江人韩与玉善书法，王子充善写古文，人们把他们三人称为江南三绝。至正年间，被推荐为编修官。
苏天爵出身国子学生，历任监察御史、肃政廉访使、集贤院侍讲学士。1338年，改任吏部尚书。迺贤在至正五年（1345年），游历黄河南北，住在元大都十年，历任翰林国史馆编修、东山书院山长。晚年隐居故里。著有《金台集》三卷（现存二卷）、《金台后集》（已经佚失）和《河朔访古记》十六卷（现存《永乐大典》辑录二卷），《海云清啸集》。为桑哥失里参军时，迺贤在军中去世。迺贤诗作清润流丽，以《新乡媪》、《颍州老翁》、《新堤谣》、《塞上曲》、《巢湖》、《西曹郎》等为上乘。